# Porrhomma myops
Porrhomma myops là một loài nhện trong họ Linyphiidae.
Loài này thuộc chi Porrhomma. Porrhomma myops được Eugène Simon miêu tả năm 1884.